# Great Indian Peninsula Railway
Great Indian Peninsula Railway (первоначально Great Indian Peninsular Railway Company, биржевое сокращение GIPR) — британская железнодорожная компания, действовавшая на территории Британской Индии. Штаб-квартира компании располагалась в районе была предшественницей Центральной железной дороги, штаб-квартира которой находилась в районе Бори Бундер города Мумбаи (Бомбея). GIRP была образована актом Британского парламента от 1 августа 1849 с уставным капиталом в 50 000 фунтов. 21 августа 1847 года она заключила официальный контракт с Ост-Индской компанией на строительство и эксплуатацию железнодорожной линии длиной 56 км, ставшей первым участком магистрали, соединяющей Мумбаи с Хандешем и Бераром и другими президентствами Индии. Совет директоров Ост-Индской компании назначил главным инженер-резидентом GIPR Джеймса Джона Беркли, его помощниками — К. Б. Кара и Р. У. Грэхема. Железная дорога стала первой пассажирской линией Индии с первоначальным маршрутом от Мумбаи до Тханы длиной 34 км, открытым в 1853 году. 1 июля 1925 года управление GIRP было передано правительству. 5 ноября 1951 года GIRP вошла в Центральную железную дорогу.

## Регистрация в Лондоне
Созданная в 1849 году как компания с головным офисом в Лондоне, Great Indian Peninsula Railway имела планы по строительству железнодорожной сети протяжённостью более 2000 км, призванной соединить Мумбаи с внутренней частью Индостана и крупным портом Ченнаи (Мадрас) на восточном побережье. Первоначально предполагалось соединить города Пуна, Нашик, Аурангабад, Ахмеднагар, Солапур, Нагпур, Амравати и Хайдарабад. Развитие транспортной сети должно было увеличить экспорт хлопка, шёлка, опия, сахара и пряностей.
В управляющий комитет вошло 25 британских подданных, включая должностных лиц Ост-Индской компании и лондонских банков, большинство из которых проживали в Великобритании, и лишь некоторые — в Индии. В первоначальный состав совета вошли такие люди как Джон Стюарт Уортли и Уильям Джон Гамильтон (оба члены парламента Великобритании), ставшие председателем и заместителем председателя компании; Фредерик Айртон (выходец из Ост-Индской компании); кавалеристы майор Клейтон и генерал-майор Бриггс; жители Мумбаи Джон Грэм, полковник Диккенсон и Джамсетджи Джиджибой; банкиры Джон Харви (Лондонский коммерческий банк) и С. Джервис (директор Лондонского и Графского банка, Ломбард-стрит); а также директора других железнодорожных компаний Ричард Патерсон (председатель Northern and Eastern Railway Company) и Мелвиль Уилсон (директор Alliance Assurance Office).

## Железная дорога из Мумбаи
16 апреля 1853 года в 15:35 первый пассажирский поезд железной дороги Great Indian Peninsula Railway отправился со станции Бори-Бандер в Мумбаи на станцию в Тхане. Чтобы добраться до места назначения, поезду понадобилось пятьдесят семь минут. За это время он преодолел 34 км. Состав из 14 вагонов, в которых разместились 400 пассажиров, тащили три паровоза: Sultan, Sindh и Sahib.
Участок линии от Тханы до Кальяна был открыт 1 мая 1854 года. Его строительство было сложнее, так как требовалось было возвести двухпутные виадуки над устьем реки и два туннеля.
12 мая 1856 года линия была продолжена до Хополи через Паласдхари, а 14 июня 1858 года открылся участок Хандала — Пуна. Участок Паласдхари — Хандала пересекал горы Бхор-Гхат, и для завершения строительства потребовалось ещё пять лет. Отсутствовавший 21 км пути пассажиры преодолевали в паланкинах или на лошадях.
1 января 1861 года открылась линия до Касары, а 1 января 1865 года был построен участок до Игатпури с крутым подъёмом у Тхал-Гат, что завершило пересечение Западных Гат.

## Мумбаи — Ченнаи
Юго-восточная магистраль после Кальяна проходила через Бор-Гат к Пуне, Солапуру и Рачуру, где соединилась с Мадрасской железной дорогой. К 1868 году общая длина сети достигла 888 км, в к 1870 — уже 2388 км.

## Мумбаи — Калькутта
Северо-восточная магистраль после Кальяна проходила через Тхат-Гат в Бхусавал, где раздваивалась. Одна ветка уходила в большой хлопковый район Амравати, откуда продолжалась до Нагпура, а затем до Раджнандгаона в округе Друг. Другая ветка вела в Джабалпур, где соединялась с участком Джабалпур — Аллахабад Восточно-Индийской железной дороги, открытым в июне 1867 года. В результате образовался прямой маршрут из Мумбаи в Калькутту. 7 июня 1870 года официально открылась линия Хаора — Аллахабад — Мумбаи, которая была упомянута в книге французского писателя Жюля Верна «Вокруг света за восемьдесят дней». Хотя в романе ошибочно утверждается, что линия проходит через Аурангабад, который, также ошибочно, объявлен столицей императора Аурангзеба Аламгира. В действительности линия не достигла Аурангабада, а продолжилась на север от Бхусавала в направлении Джабалпура. На церемонии открытия вице-король Индии лорд Мейо заявил, что «было сочтено желательным, чтобы, по возможности, в кратчайшие возможные сроки вся страна была покрыта сетью линий в единой системе».

## Дальнейшее развитие
30 июня 1900 года правительство Индии приобрело активы GIPR и объединило их с активами Indian Midland Railway, которая имела сеть линий широкой колеи в округеДжханси. Развитием обеих железных дорог занялась заново сформированная компания, получившая старое имя: Great Indian Peninsula Railway. В 1878 году при финансовой поддержке правительства была построена железнодорожная линия Дхонд — Манмад, которая сократила путь из Ченнаи в Аллахабад и сделала ненужным объезд через Кальян.
В 1918 году железнодорожная сеть GIPR имела протяжённость 4300 км широкой колеи и 1240 км узкой колеи шириной 762 мм (2,5 фута). Самой длинной узкоколейной линией являлась дорога Ачалпур — Мартазапур — Яватмал длиной 189 км, построенная в 1913 году в окрестностях Нагпура
1 января 1925 года  правительство Индии взяло дорогу под прямое управление. Одновременно GIRP была передана линия Джабалпур — Аллахабад, ранее принадлежавшая Восточно-Индийской железной дороге. 3 февраля 1925 года из Мумбаи началась электрификация дороги системой 3000 В постоянного тока. В 1929 году был электрифицирован участок до Кальяна, в 1930 году — до Пуны и Игатпури.
1 июня 1930 года был пущен первый в Индии пассажирский поезд повышенной комфортности Deccan Queen c электрическим локомотивом. Он курсировал по маршруту Мумбаи — Пуна. Электровоз EA / 1 № 4006, водивший состав, позже получил имя сэра Роджера Ламли, губернатора Мумбаи в 1930-х годах. В настоящее время электровоз экспонируется в Национальном железнодорожном музее Индии в Нью-Дели.
5 ноябре 1951 года GIPR была объединена с Nizam's Guaranteed State Railway, Dholpur-Bari Light Railway, Scindia State Railway, став частью Центральной железной дороги.